# Zajícův rybník
Zajícův rybník o rozloze vodní plochy 1,17 ha se nalézá u pravého břehu řeky Labe asi 0,7 km východně od vlakového nádraží v Přelouči v okrese Pardubice. V bezprostřední blízkosti rybníka se nalézá mrtvé rameno Labe - Staré Labe u Lohenic. Rybník je využíván pro chov ryb.

## Galerie

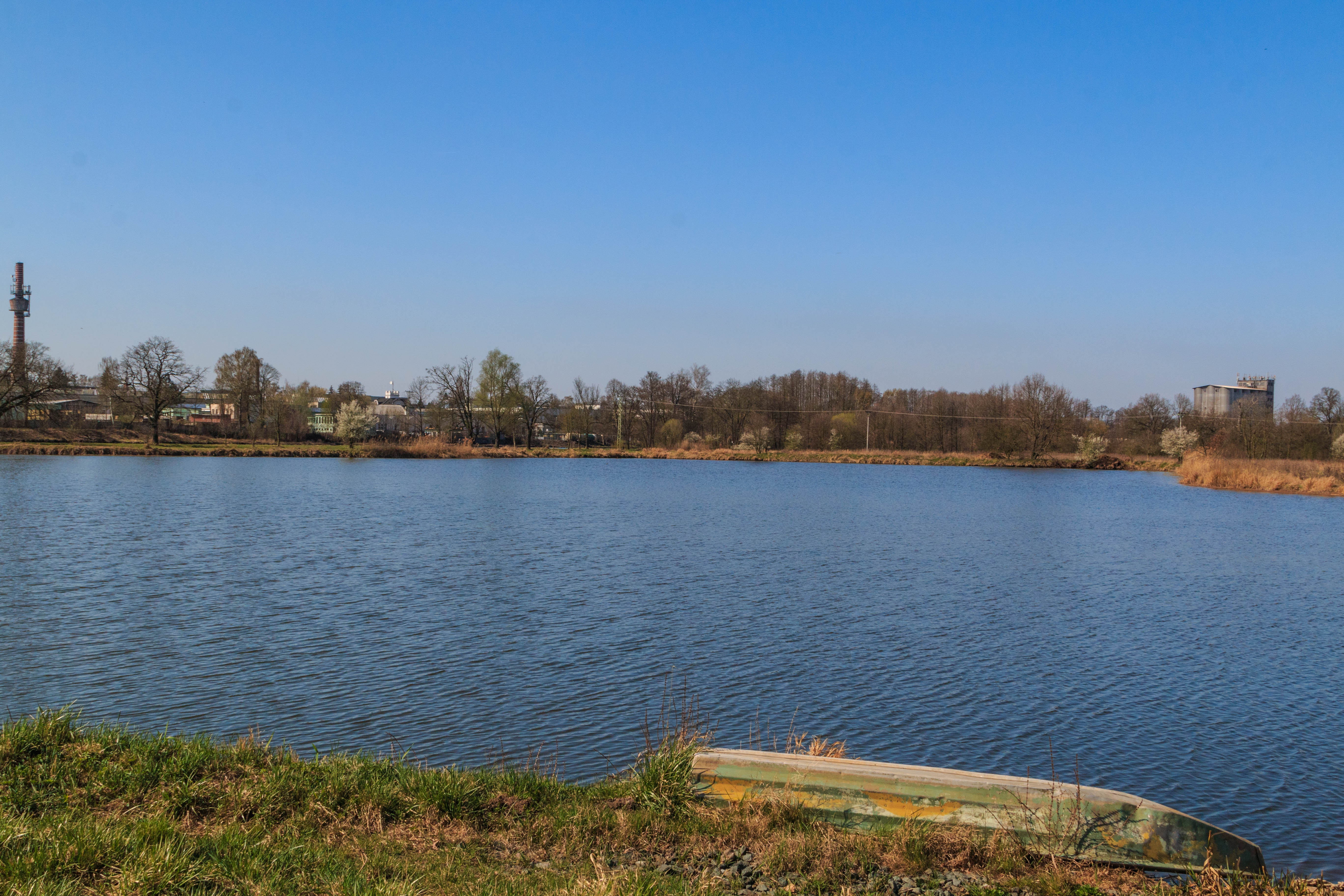
Pohled na Zajícův rybník
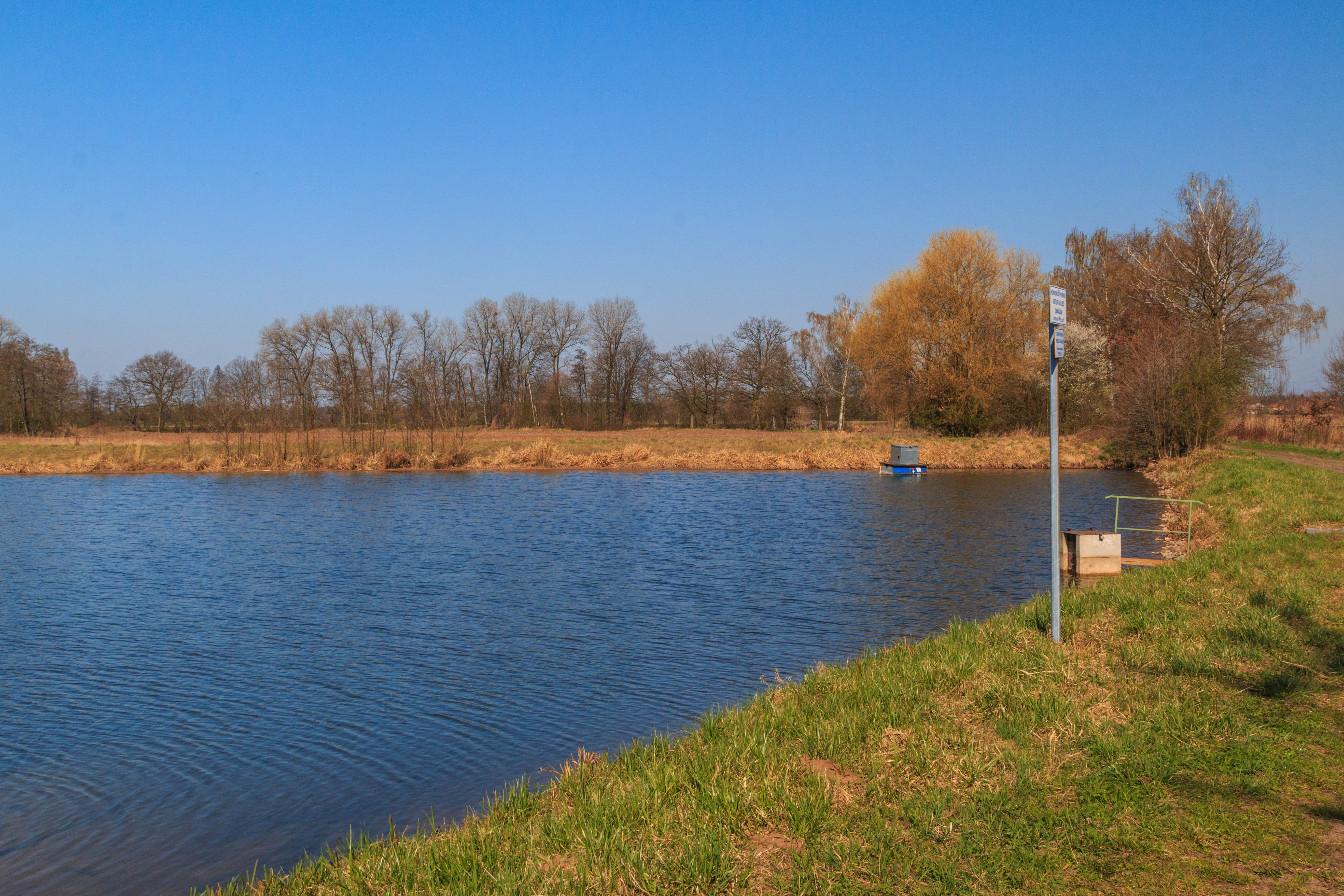
Pohled na Zajícův rybník
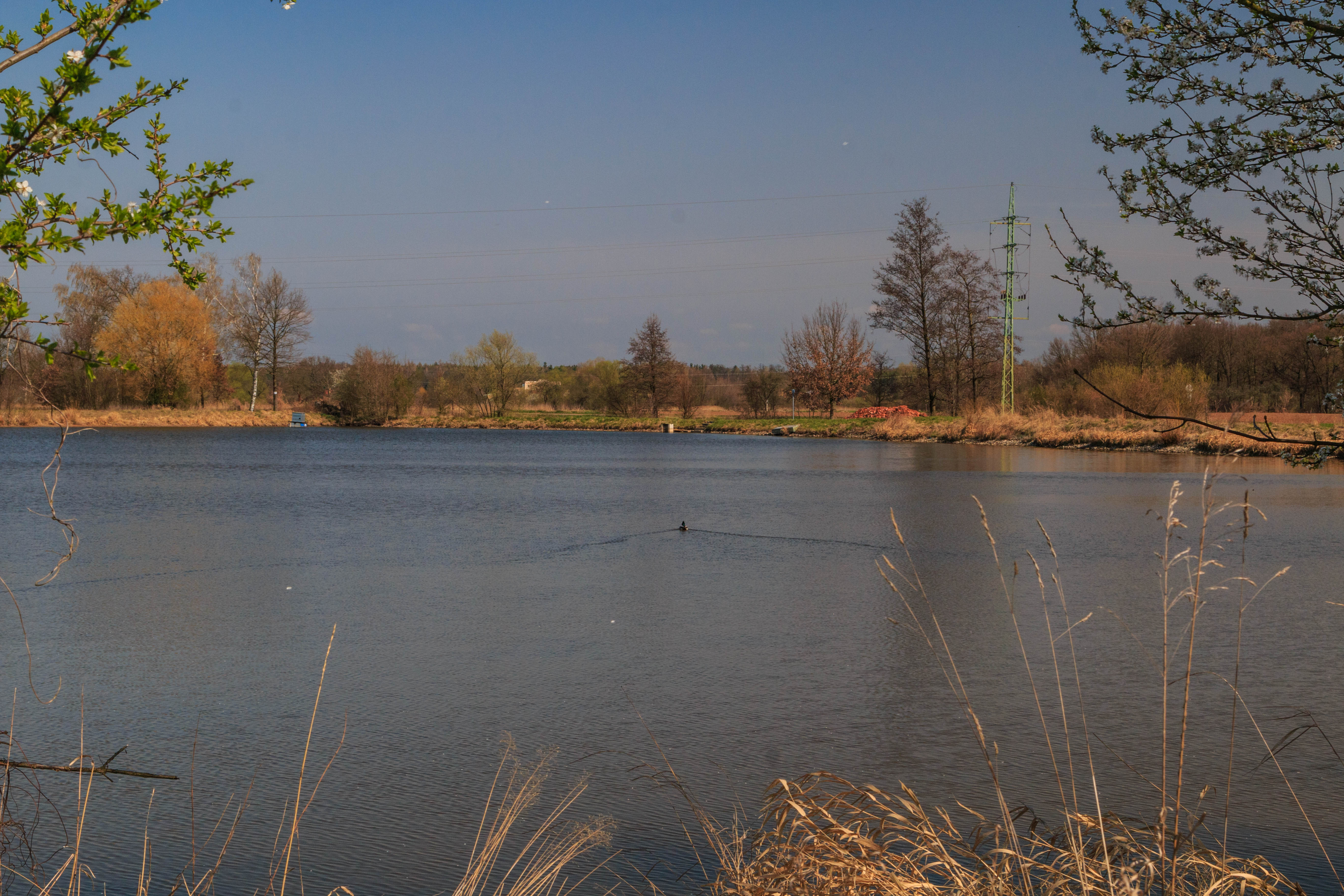
Pohled na Zajícův rybník
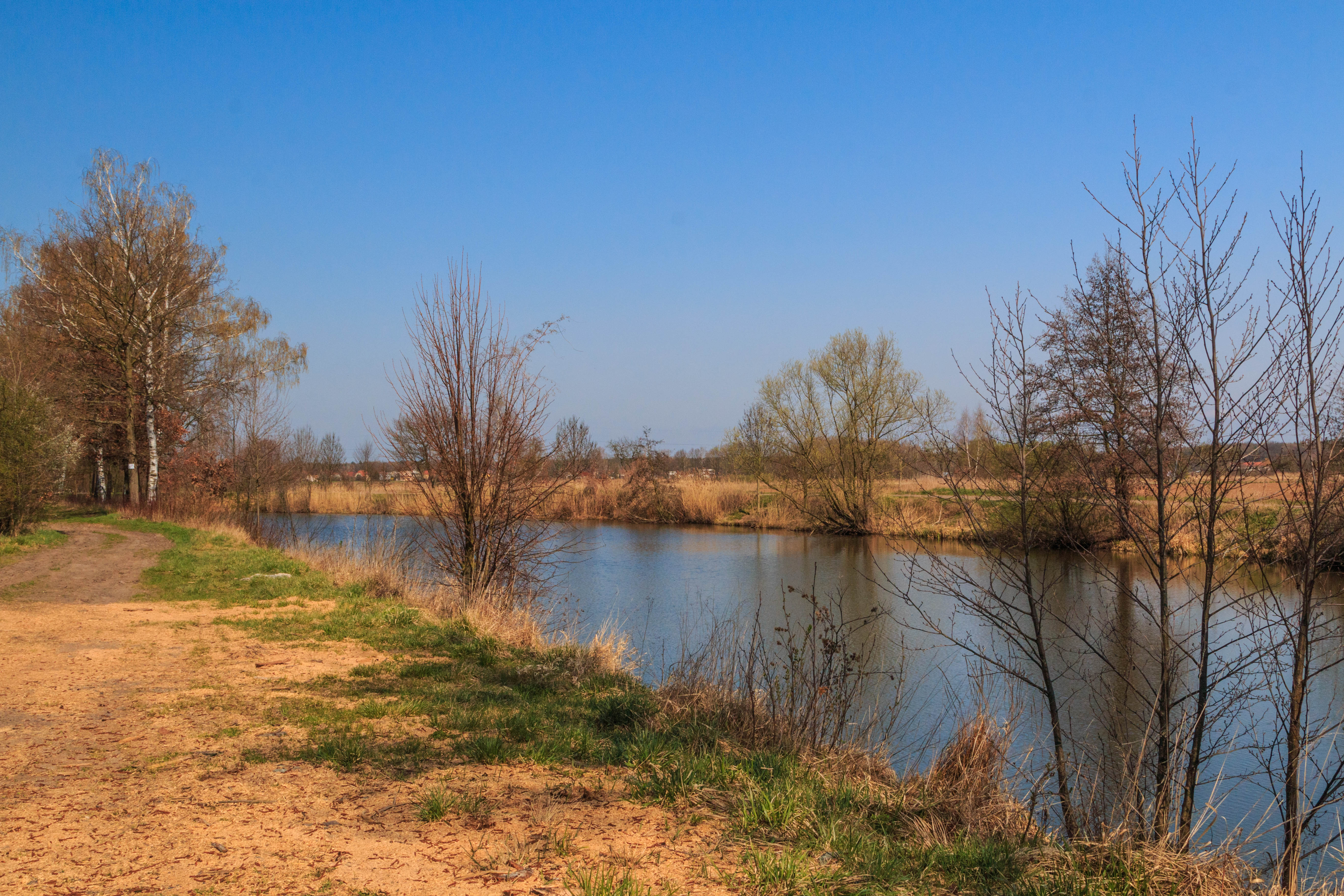
Pohled na Zajícův rybník